# Purdiaea
Purdiaea, rod od desetak vrsta grmlja i manjeg drveća iz porodice  Clethraceae. Vrste ovog roda rasprostranjene su po tropskim krajevima Srednje, Južne i Antilske Amerike (Kuba)

## Vrste
1. Purdiaea belizensis (A.C.Sm. & Standl.) J.L.Thomas
2. Purdiaea bissei Berazaín
3. Purdiaea cubensis (A.Rich.) Urb.
4. Purdiaea ekmanii Vict.
5. Purdiaea microphylla Britton & P.Wilson
6. Purdiaea moaensis Vict.
7. Purdiaea nipensis Vict. & León
8. Purdiaea nutans Planch.
9. Purdiaea ophiticola Vict.
10. Purdiaea parvifolia (Vict.) J.L.Thomas
11. Purdiaea shaferi Britton & P.Wilson
12. Purdiaea stenopetala Griseb.
13. Purdiaea velutina Britton & F.Wilson